# Guilhem de Balaun
Guillem de Balaun o Guilhem de Balaun o de Balaruc o de Balazuc, italianizzato in Guglielmo di Balaone (fl. prima del 1223) è stato il castellano di Balazuc e un trovatore della regione intorno a Montpellier.
Nella sua vida, che ha le caratteristiche di una razó dato che crea lo sfondo per la canzone Lo vers mou mercejan vas vos, viene descritto come "colto" (adretz).

## Vida
La sua vida, lunga e dettagliata, narra la storia d'amore di Guillem. Guillem ebbe una relazione d'amore con Guilhelma, moglie di Peire, signore di Jaujac (Javiac). Parlava e cantava per lei e lei diceva e faceva di tutto pur di fargli piacere. L'amico di Guillem, il trovatore Peire de Barjac, amava anche una signora di Jaujac, Vierneta (o Uiernetta) probabilmente la storica Vierna d'Anduza, moglie di Raimon I di Gauges. Peire la serviva come cavaliere e lei gli dava tutto l'amore che voleva. Alla fine Vierneta lo scacciò in malo modo. Così, addolorato, "vagabondò" insieme a Guillem che cercava di consolarlo, promettendo di farlo riconciliare con Vierneta la prossima volta che sarebbe ritornato a vedere Guilhelma. Dopo molto tempo, al ritorno, lo fece riconciliare con Vierneta, dando a Peire una gioia molto maggiore di quella che provò la prima volta quando aveva conquistato la sua signora. 
Per ottenere la prova riguardo al fatto se la gioia di riottenere una signora fosse veramente maggiore di quella avuta per la sua conquista, Guillem si comportò come se fosse molto arrabbiato con lei. Smise di parlarle o di sentirla parlare, di spedirle messaggi, o visitare la sua regione. Lei gli spediva messaggeri supplicanti e lettere d'amore, ma lui rifiutava di riceverli (un "assurdità" agli occhi del suo biografo). Guilhelma rattristata, mandava messaggeri per cercare di capire in qualche modo come avrebbe potuto rimediare. Guillem non riceve i cortesi messaggeri, ma li spedisce al mittente dicendo che la colpa di lei era inperdonabile. A questo punto Guilhelma smise di mandargli messaggi e cadde in una profonda tristezza; Guillem iniziava a dubitare della saggezza della sua prova. Così s'incamminò verso Jaujac a cavallo, fingendosi in pellegrinaggio, dimorando in una casa cittadina. Di notte venne a fargli visita Guilhelma e la sua dama di corte, ma quando Guilhelma cercò di baciarlo, lui reagì colpendola, costringendola così a fuggire via. A questo punto lei decise di non vederlo mai più. 
Guillem allora pentito della sua stupidità arrivò al castello per chiedere perdono, disposto a spiegare del perché fosse stato così folle, ma Guilhelma invece lo scacciò via, rifiutando per tutto l'anno successivo di vederlo o ascoltarlo; lui intanto componeva per lei una canzone nella quale chiedeva di essere perdonato. La poesia le fu portata da "Bernart d'Anduza" (Bernardo VII di Anduze, morto nel 1223), un onorato barone della regione e un amico reciproco. Bernard le chiedeva di perdonare il suo amico e di prendersi la sua giusta vendetta. A questo punto lei diventò remissiva e acconsentì di perdonarlo, solo se lui si fosse staccata l'unghia del suo mignolo ("la ongle del det menor") e glielo avesse portato. Dopo aver saputo questo, Guillem, senza pensarci su, prese la lama più affilata che aveva e si staccò l'unghia e, insieme a Bernard, gliela portarono. Fu così che i due amanti si riconciliarono.